# Melinda Windsor
Melinda Windsor (Akron, Ohio, 25 de junio de 1944) fue el pseudónimo utilizado por una estudiante de 21 años de edad de la Universidad de California en Los Ángeles que fue Playmate del Mes para la revista Playboy en su número de febrero de 1966. Fue fotografiada por Tony Marco.
Haya estado trabajando como evaluadora de seguros y asistiendo a clases nocturnas en UCLA. Ella iba a utilizar el dinero que ganó posando para Playboy para acabar su grado y después cursar un posgrado, su meta era conseguir un Doctorado y convertirse en profesora. Acabó su grado más tarde en 1966.
Una pequeña controversia surgió después de su aparición en Playboy. En un artículo periodístico, la universidad declaró que no tenían matriculado a nadie bajo el nombre de “Melinda Windsor”. Los lectores de la revista escribieron a los editores del Playboy preguntando si tenían los datos correctos. Playboy respondió que "Melinda" era una estudiante en UCLA en otoño de 1965 cuando posó, pero que no estaba matriculada en el invierno de 1966 y que ella utilizaba un pseudónimo. 
Desde entonces utilizó un seudónimo para proteger su identidad en su Playmate Data Sheet publicada por Playboy y repetido en este artículo no puede ser preciso. 
Windsor fue fotografiada por Maynard Frank Wolfe para el número de enero de 1967 de Playboy y por Morton Tadder para el número de otoño de 1967 de la revistaVIP.